# NGC 1474
NGC 1474 is een balkspiraalstelsel in het sterrenbeeld Stier. Het hemelobject werd op 5 oktober 1864 ontdekt door de Duitse astronoom Albert Marth.

## Synoniemen
- IC 2002
- PGC 14080
- UGC 2898
- MCG 2-10-3
- ZWG 442.5
- KARA 135